# Мнонги

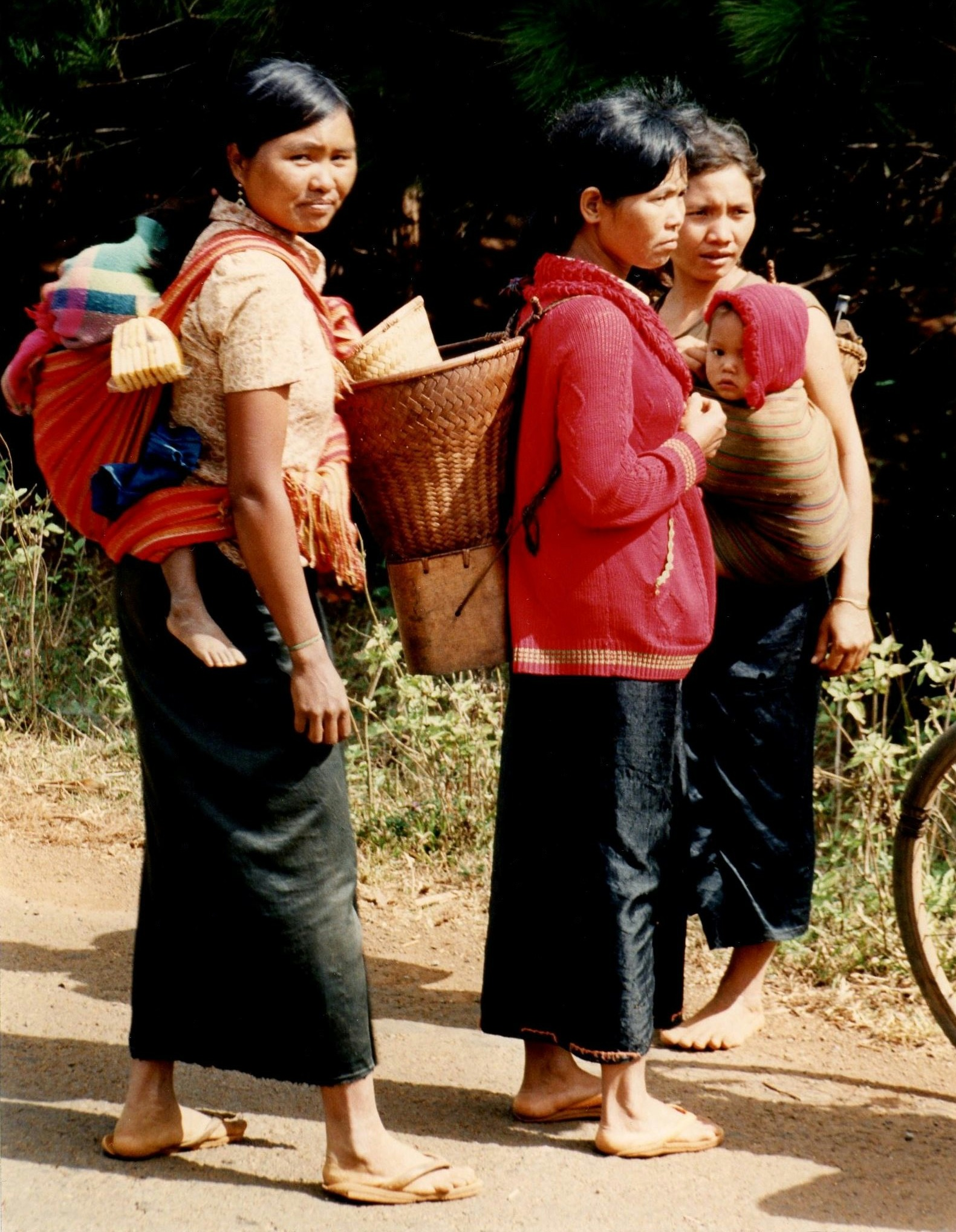
Женщины народности мнонги недалеко от Буонметхуота (провинция Даклак, Вьетнам)

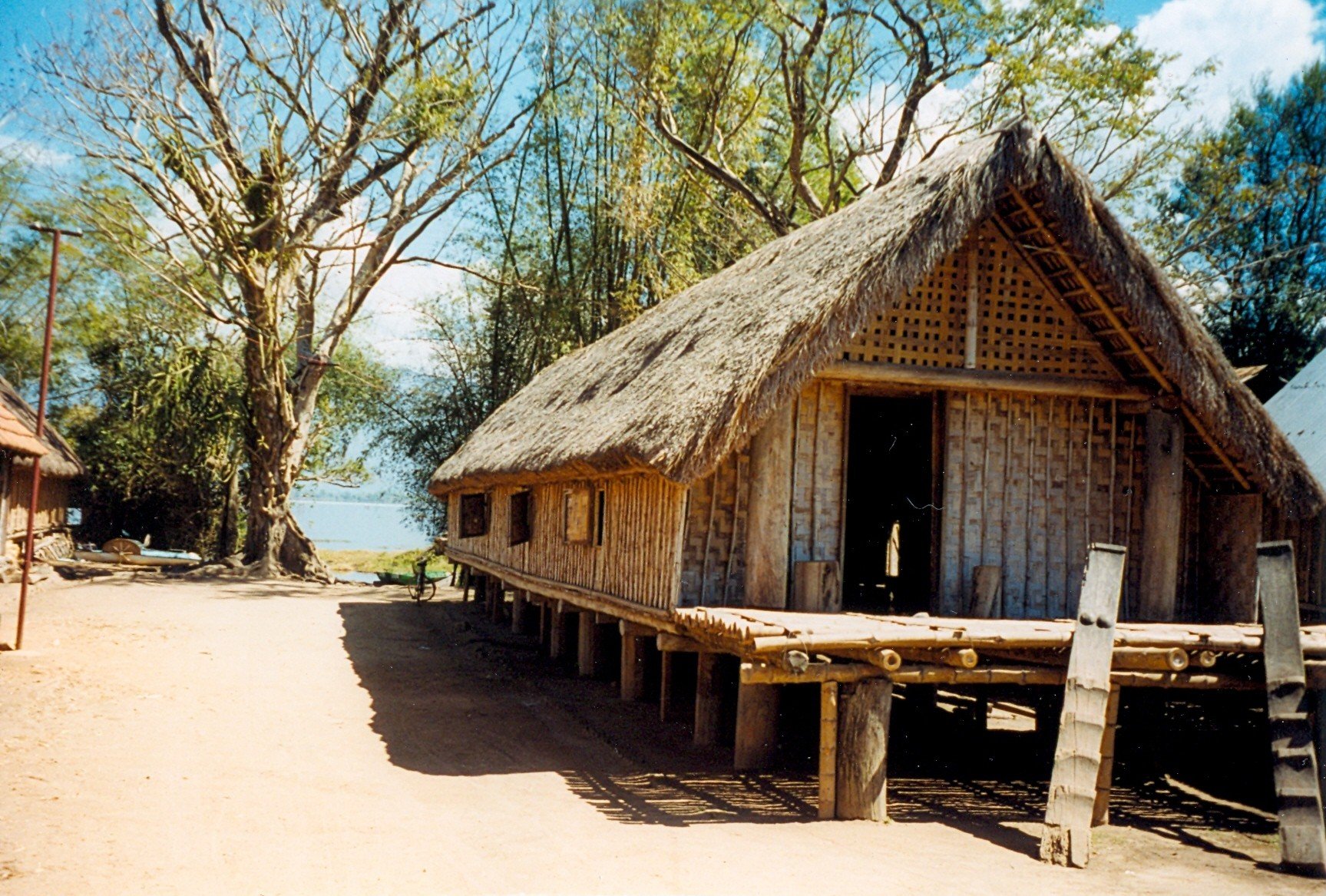
Длинный дом в деревне Вьетнама

Мно́нги (вьет. M’Nông) — народ, населяющий юг Вьетнама и восток Камбоджи (по границе с Вьетнамом и Лаосом), входит в группу горных кхмеров. Численность во Вьетнаме 92 451 человек (в 1999), в основном провинции Ламдонг, Даклак. В Камбодже 22 тыс. человек. Подразделяются на субэтнические группы: пре, буданг, дипри, биат, гар, рэлам, тил. Говорят на языке мнонг, состоящем в банарийской подгруппе. Помимо мнонг распространён язык ма.

## Хозяйство и быт
Мнонги испытали влияние горных тямов. К традиционным занятиям можно отнести — ручное (с использованием сажального кола), подсечно-огневое (выращивают просо, рис, кукурузу, батат, овощи), у рэлам — плужное поливное земледелие, охота, рыбная ловля. Распространены кузнечное и ткацкое ремёсла, плетение, деревообработка. Рэлам изготовляют лодки-однодеревки. Принято одомашнивание слонов.
Дома в основном свайные, у рэлам и гар — наземные. Длинные несвайные дома (до 100 м) населяют родственные малые семьи.
Традиционная мужская одежда — набедренная повязка, женщины носят юбки. Имеет распространение спиливание зубов.
Сельские общины возглавляют наследственные старейшины. Заключаются патрилокальные или матрилокальные браки. Счёт родства дочерей ведётся по материнской, сыновей — по отцовской линии.
Традиционные верования — культ духов природы.